# Centre Vinicole – Champagne Nicolas Feuillatte

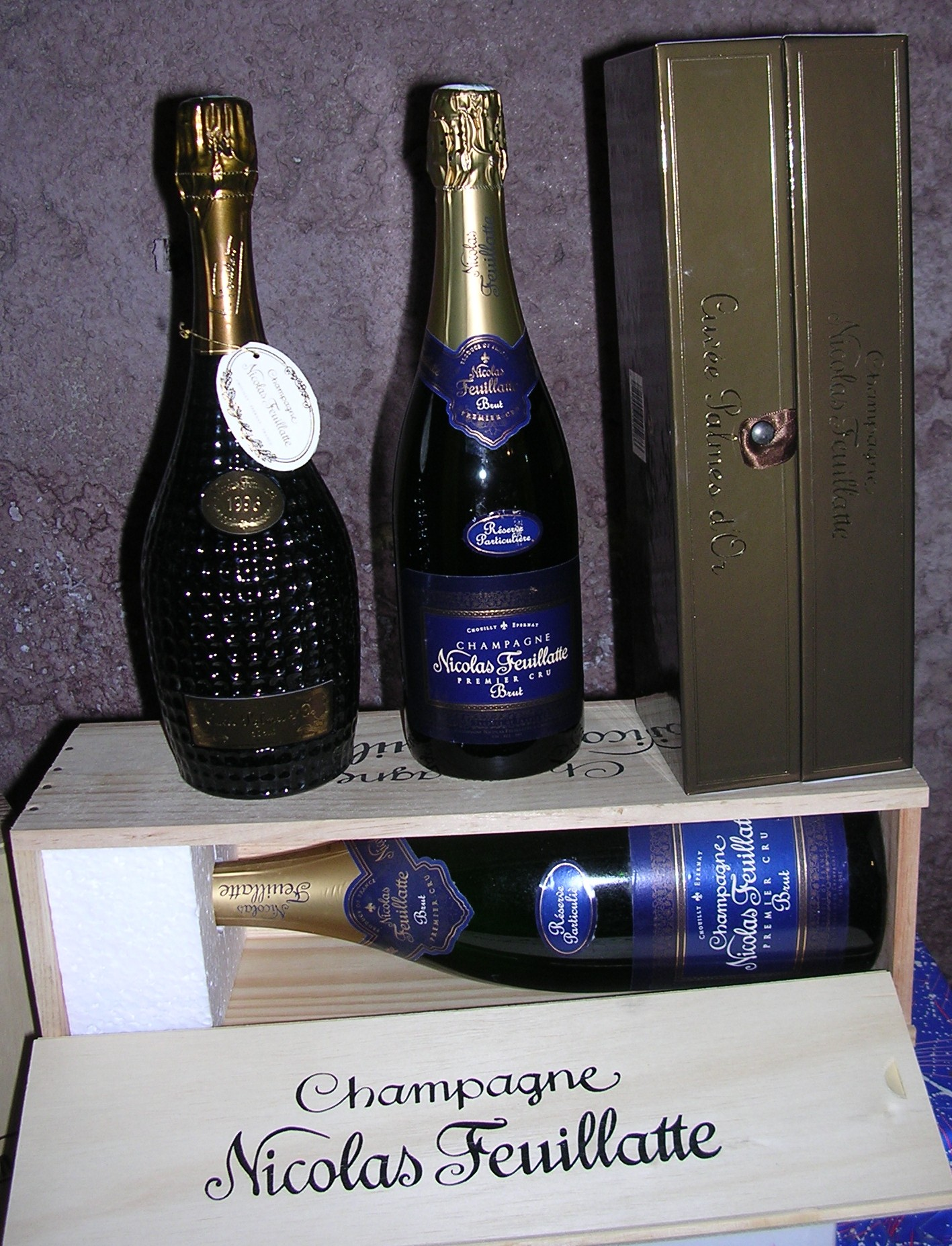
Bouteilles Nicolas Feuillatte

Das französische Weinbauzentrum Centre Vinicole – Champagne Nicolas Feuillatte (CV-CNF) ist ein Verbund von Champagner-Erzeugern, zu dem insgesamt 83 Winzergenossenschaften mit mehr als 5000 Winzern gehören.
Das Zentrum liegt in der Gemeinde Chouilly, in Richtung Pierry, oberhalb der Stadt Épernay.

## Geschichte
Das Weinbauzentrum CV-CNF wurde 1972 auf Initiative von Henri Macquart gegründet, um neue Lager- und Vinifizierungsmöglichkeiten zu bieten.
Bei der großen Weinernte von 1970 wurden die Lagerkapazitäten innerhalb der Champagne knapp. Zu dieser Zeit war Henri Macquart Präsident des Dachverbands der Winzergenossenschaften der Champagne (Fédération des Coopératives Champenoises).
Das Zentrum liegt in der Mitte der Champagne, zwischen den Lagen Montagne de Reims und Côte des Blancs, oberhalb des Marne-Tals zwischen Épernay und Châlons-en-Champagne, auf der Strecke zu den Coteaux du Sézannais und dem Fluss Aube.
Zeitgleich zu dieser Gründung begann Nicolas Feuillatte mit der Herstellung von Champagner. Nicolas Feuillatte stammt aus einer großen Handelsfamilie. Sein Vater leitete mehrere Unternehmen, zu denen auch „Vernhes“ gehörte, eine im Getränkevertrieb für Hotels, Restaurants und Cafés aus dem Pariser Raum spezialisierte Firma. In den 1960er Jahren erwarb er dann mit seinem Bruder ein 12 ha großes Weingut bei Bouleuse, in der Nähe von Reims. Nach der Umstrukturierung und Neubepflanzung erhielt das Weingut den Namen Saint-Nicholas. 
Zunächst wurde das Lesegut an die großen Traditionsmarken verkauft, 1976 begann die Herstellung eigener Cuvées. 1986 verkaufte Nicolas Feuillatte sein Unternehmen an den Centre Vinicole de la Champagne (C.V.C.). Seit dieser Zeit ist das Centre Vinicole de la Champagne nicht nur Eigentümer der Marke, sondern kümmert sich auch um die Herstellung, das Marketing und den Vertrieb. Von den 1970er Jahren bis 1990 entwickelte sich der Absatz gut. Der Versand stieg von 500.000 Flaschen im Jahr 1986 auf 1.200.000 Flaschen 1989 an.
Seit dem Jahrgang 1995 werden Lagenchampagner aus den Lagen „Le Mesnil“, „Cramant“, „Chouilly“ und „Verzy“ separat ausgebaut und vermarktet.
Nicolas Feuillatte war 2015 die drittgrößte Marke der Champagne und der siebtgrößte Exporteur der Appellation mit einem Vertrieb von 8.300.000 Flaschen, von denen 43 % in den Export gehen.
Ende 2021 entstand durch eine Fusion  mit der Coopérative Régionale des Vins de Champagne (C.R.V.C) die Gruppe Terroir et Vignerons de Champagne und wurde damit die zweitgrößte Champagner-Gruppe.

## Verwaltung
- Henri Macquart: 1972 bis 1980
- Serge Rafflin: 1980 bis 1993
- Alain Robert: 1993 bis 2000
- Sylvain Delaunois: seit 2000

## Produktion
Das Unternehmen bewirtschaftet 2.225 Hektar der insgesamt 31.500 ha großen Weinberge der Champagne, d. h. 7 % des gesamten Weinanbaugebiets dieser Region. Es repräsentiert 82 der insgesamt 140 in der Champagne vertretenen Winzergenossenschaften, d. h. 4.500 Winzer (56 % der Traubenerträge) und eine Vereinigung unabhängiger Hersteller, d. h. 1.000 Winzer (44 % der Traubenerträge). Die Herstellung ist FSSC 22000 zertifiziert.

## Rezeption und Auszeichnungen
Gerhard Eichelmann gab 2014 seine Empfehlungen zu den besten Jahrgangs-Champagnern in der Welt am Sonntag ab. Im Artikel sind zwei Champagner von Nicolas Feuillatte aufgeführt.
Im großen internationalen Wettbewerb für Weine aus allen Weinbaugebieten Mundus Vini erzielte die „2004 Cuvée 225 Brut Champagne Nicolas Feuillatte“ am 24. August 2012 die  höchste Auszeichnungsstufe „Grosses Gold“ des Internationalen Weinpreises.
Bei der IWSC (International Wine and Spirit Competition) erhalten Nicolas Feuillatte Champagner regelmäßig Gold, Silber oder Bronzeauszeichnungen, so erzielt 2013 der „Champagne Nicolas Feuillatte Palmes d’Or Brut Vintage 2002“ eine Goldmedaille, 2012 erhielt der „Champagne Nicolas Feuillatte Brut NV“ die Auszeichnung in Silber, weitere Champagner Bronze.